# Albalate (Soria)
Albalate es un despoblado español del municipio soriano de Cihuela, en la comunidad autónoma de Castilla y León.

## Historia
El despoblado, perteneciente al término municipal de Cihuela, está situado a los pies de la sierra de Mazalvete, en la margen izquierda del río Deza. A mediados del siglo XIX, la población del lugar se había reducido ya hasta los ocho habitantes. Aparece descrito en el primer volumen del Diccionario geográfico-estadístico-histórico de España y sus posesiones de Ultramar de Pascual Madoz con las siguientes palabras:

ALBALATE: granja en la prov. y part. jud. de Sória (10 leg.), aud. terr. y c. g. de Búrgos (28), dióc. de Sigüenza (13). sit. al pie de la sierra de Mazalvete en la márg. izq. del Deza, donde la dominan libremente todos los vientos; goza de un cielo alegre y despejado, su clima es muy sano. La pobl. está reducida á 2 vec., que componen 8 alm., dedicadas al cultivo de las tierra y á la cria de los ganados.
(Madoz, 1845, p. 285)